# 構内作業計画
構内作業計画（こうないさぎょうけいかく）とは、鉄道運行計画において駅や車両基地構内での車両の入換や検査、清掃などの場所と時刻に関する計画のことである。
鉄道の運行計画は、列車ダイヤを作成して各列車の時刻を決め、車両や乗務員を割り当てる（運用計画）ことによって作成される。この計画の実行には、車両について必要な作業を列車のダイヤに支障を来さない条件下で行うことが求められる。そのため駅や車両基地における入換や作業の場所と時刻を計画することが必要になる。

## 駅構内作業計画
分岐器を使用して列車の折り返しや待避、交換、路線の分岐などを行う駅では、ある地点や番線について他の列車が通過できない平面交差支障が発生する。定められたダイヤ上において、列車および車両相互が競合しないよう支障を避けた形で駅構内の作業計画が作成される。

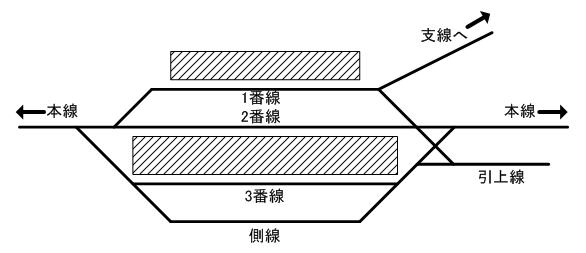
図1 駅配線の例

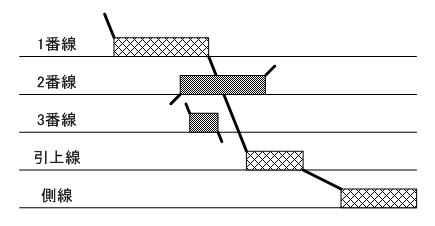
図2 駅構内作業ダイヤの例

図1に、単線の途中駅から支線が分岐する駅の例を示す。このような配線の駅で1番線に到着した列車の編成を側線に留置したい場合、引上線を介して側線に入れ換えることになる。このとき1番線から引上線への入換は本線に支障を来すため、本線を運行する列車と競合しないよう時刻を設定する必要がある。
図2にこの入換作業の様子を表した構内作業ダイヤの例を示す。これは縦方向に駅構内の各番線を、横方向に時間を取ったもので、資源と時間の関係を表すガントチャートの一種となっている。番線を示す横線の上に描かれた長方形が編成の在線時間を、長方形の頂点から延びる線が発着を表す。線が長方形相互を結んでいるものは番線間の入換を意味している。
図2では、本線の列車が2番線と3番線を使って交換している間に1番線から引き上げ線への入換を行っているため、このタイミングがずれると本線列車の運行に影響することになる。この例では単純な側線への入換のみ示しているが、多くの番線を有する駅では入換に際して複雑な支障関係があり、入換の計画が適切でなければ列車ダイヤを計画通りに実行することができない。特に車両の清掃や増解結、機関車牽引列車の機回しといった作業を行う場合などは、考慮すべきことがより複雑になる。
また貨物駅では一般に到着した貨物列車から貨車を荷役線へ入れ換えるが、こうした作業計画を行うのも構内作業計画の一環である。入換が不要な着発線荷役方式を利用する場合でも、他の列車の着発や機関車の入換との支障を考慮するため構内作業計画は必要となる。

## 車両基地構内作業計画
車両の検査や清掃といった作業は所定の時間内に終了させ、列車ダイヤで定められた時刻に本線との間で車両を出入りさせなければならない。そのため車両基地構内での車両の動きを示した作業計画が作成される。

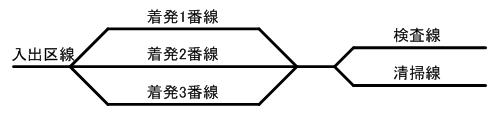
図3 車両基地配線の例

図3に着発線を3本、検査や清掃のための線を2本備えた、簡単な車両基地の配線例を示す。着発線は収容線・電留線などとも呼ばれ、列車の発着を処理すると共に、車両を留置しておく車庫に相当する。また検査線・清掃線は庫線（くらせん）などとも呼ばれ、車両の修理や検査を行う工場に相当する部分である。実際の車両基地ではこのように直列に着発線と検査・清掃線が配置されるとは限らず、移動に引上線の経由を要する配線もある。また東京第二車両所など大規模な車両基地では着発線が20を超える例も見られる。

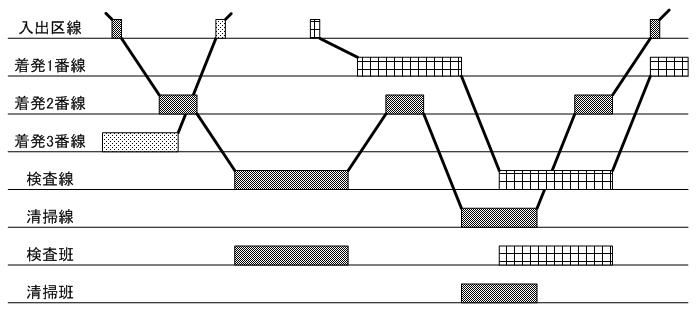
図4 車両基地構内作業計画の例

図4に図3の車両基地における構内作業ダイヤの例を示す。駅における構内作業ダイヤと同様に、番線上の長方形で編成の在線を、その間を結ぶ斜線で編成の入換を示している。またこの図ではこれに加えて検査や清掃を担当する作業員のスケジュールも併記している。この例では、着発線と検査・清掃線を結ぶ線路が1本であること、検査や清掃に使える番線や作業員の数が制約されていることを遵守した形で計画を作成しなければならない。

## 計画上の制約
構内作業計画を作成する上では、以下のような条件を満たさなければならない。
本線ダイヤ
構内作業計画は、本線の列車ダイヤを遵守できるように作成しなければならない。駅においては着発時刻と着発番線、車両基地においては入区時刻と出区時刻を遵守しなければならない。構内作業計画の作成が不可能な場合は本線の列車ダイヤを変更することになるが、他の計画へ波及する影響が大きいためなるべく避ける必要がある。
番線の制約
駅や車両基地の各番線には有効長があり、有効長を超える編成を収容することはできない。また電化の有無や信号設備の問題などで入線できる編成の種類に制約がある場合もある。増解結を行う場合には、行える番線が制約されていることもある。車両基地で作業を行う場合、作業に必要な設備の関係から、作業と編成の組み合わせに応じて作業を施行できる番線は限定されている。
進路の制約
入換は、現実に存在する進路を使わなければならない。線路としては実在していても、連動装置上で進路として取り扱われていなければ、信号設備上入換することができない場合もある。
番線・進路の競合制約
異なる車両が同じ番線を使う場合、あるいは互いに競合する進路を使う場合には、その使用する時刻の間に一定の時隔が必要である。これは安全上必要な制約である。
移動時間の制約
入換を行うにはそれに応じた所要時間が必要である。本線の列車ダイヤを作成する際には駅間の基準運転時分を基にするが、入換の所要時間に関してはそこまで制約が厳しくないことが多いので、一定の値を採用することが多い。また、運転士が運転台に乗り込んでから車両を起動するのに必要な時間や、進行方向が逆転する場合に反対側の運転台へ移動するための時間を見込む必要がある。
作業の実施
列車ダイヤで定められた増解結が行われなければ列車ダイヤ通りの運行を行うことができない。また、鉄道車両の検査は法定のものであるため、一定の走行距離や走行時間を経過するごとに実施する必要があり、これを満たしていなければ走行させることができない。
作業員の制約
増解結や検査・清掃などを行う際には、その作業を行える作業員が必要である。作業員により実施できる作業は決まっており、勤務時間や休憩時間などの制約がある。また、入換を構内入換専門の運転士が担当することがあり、この場合は構内運転士のスケジュールも考慮する必要がある。一方で本線の運転士が入換を担当する場合は本線の乗務員運用を考慮する必要がある。
作業時間の制約
増解結や検査・清掃などの作業を行うために必要となる所要時間を遵守する必要がある。

## 計画の評価
多くの場合、本線の列車ダイヤを遵守する構内作業計画は複数個考えることができる。その中で、エネルギーを消費し手間が掛かる入換作業がより少ない作業計画が好まれる。また、作業計画に若干の遅延が発生した場合に本線の列車ダイヤへ影響が波及しづらいような計画がよいとされる。
駅や車両基地によっては、運転士や作業員の詰め所からの距離の問題で、特に必要がなければ特定の番線で作業を行いたいという需要がある。一方、錆取りのため各番線をなるべく均等に使いたいという場合もあり、場所によって評価基準は様々である。

## 計画のシステム化
構内作業計画をオンラインで作成するためのシステムの導入が次第に進められている。これは構内作業ダイヤ図を画面上に表示しながら、担当者が手作業で入換と作業の計画を入力していくものである。コンピュータは、その制約条件が遵守できているかのチェックを行う。人間の注意力では進路支障の問題などを見落としがちであるので、単純な制約条件チェックだけでも大きな省力化となる。
構内作業計画そのものの自動化としては、ジョブショップ・スケジューリング問題の一環として有限資源プロジェクトスケジューリング問題 (RCPSP : Resource Constrained Project Scheduling Problem) の形でモデル化し、局所探索法と PERT を組み合わせて解くもの（参考文献参照）、制約プログラミングを利用して解くものなどが知られている。